# Candelaria Herrera
Candelaria Lucia Herrera Rodriguez (San Juan (Argentina), 28 de enero de 1999) es una jugadora argentina de voleibol. Desde el año 2016 forma parte de la Selección femenina de voleibol de Argentina, habiendo obtenido la medalla de bronce en los Juegos Panamericanos de 2019 y formado parte del equipo que compitió en los Juegos Olímpicos de Tokio 2020. Participó del Campeonato Mundial de Voleibol Femenino de 2022, donde culminó en el puesto número 12 entre las mejores bloqueadoras del certamen. En 2023 se consagró campeona de la Copa Panamericana con la selección argentina.
En el Mundial 2022 quedó en el top-10 (fue 10.ª) en promedio de bloqueos por partido, con 2,67 por juego. En ese torneo anotó 7 puntos de bloqueo contra República Checa, lo que representa la máxima cifra en ese rubro para una jugadora argentina en Campeonatos Mundiales (se toman en cuenta las estadísticas que se publican desde la implementación del sistema rally-point).
Los 18 puntos que sumó frente a República Checa fueron, además, la tercera máxima anotación de una jugadora argentina en un partido del Mundial 2022: solo fue superada por los 28 tantos de Erika Mercado y los 20 de Yamila Nizetich, en ambos casos frente a Colombia.
Con 81 puntos (53 de ataque, 24 de bloqueo y 4 de saque), fue la tercera máxima anotadora de Argentina en el Mundial 2022 y la central que más puntos le aportó a su equipo.
En la Copa Panamericana 2023 sumó 67 puntos totales, por lo que se convirtió en la mejor central argentina en ese rubro y terminó tercera entre las máximas anotadoras de su seleccionado.
En la temporada 2022-23, con su equipo el SF Paris Saint-Cloud terminó en la segunda posición en la temporada regular, pero cayó en octavos de final de los play-offs ante el Pays d'Aix Venelles. A nivel individual logró alzarse con el título de mejor bloqueadora del campeonato, figurando en el equipo ideal de la temporada junto a la también central del SF Paris SC, Emily Thater. Totalizó 93 bloqueos a lo largo del torneo, un promedio de 0,96 por set. En la temporada siguiente (2023/24) se consagró campeona de Francia tras vencer al Nantes en los dos partidos finales. En competiciones europeas, su equipo llegó a las semifinales de la Copa CEV, donde fue eliminado por el posterior campeón Chieri '76.
En el Torneo de Clasificación Olímpica de 2023 totalizó 24 bloqueos en siete partidos (3.43 por partido), lo que la colocó entre las cuatro mejores de la competencia.

## Trayectoria
- Universidad de Jáchal  (2014-2015)
- Club Atlético Villa Dora  (2015-2017)
- Florida A&M University  (2017-2018)
- Iowa State University  (2018-2019)
- Gimnasia y Esgrima La Plata  (2020-2022)
- SF Paris Saint-Cloud  (2022-2023)[1]